# Ягодная Поляна (Саратовская область)
Я́годная Поля́на — село в Татищевском районе Саратовской области, административный центр сельского поселения Ягодно-Полянское муниципальное образование. Основано как немецкая колония Бееренфельд в 1767 году. Население — 954 (2010).

## История
Место, где впоследствии образовалось село Ягодная Поляна, названо так в связи с разбросанными повсюду множеством полян с лесной земляникой. По указу Екатерины II с 1764 года началось переселение сюда немецких колонистов.
Основано 28 августа 1767 года. Основатели 80 семей из Гессена и Пфальца. До 1871 года центр Ягодно-Полянского колонистского округа Саратовского уезда Саратовской губернии, после центр Ягодно-Полянской волости.
В 1785 году открыт лютеранский приход. В 1857 году земельный надел составлял 7959 десятин, в 1910 году — 8959 десятин. В начале XX века в селе имелись мельница (с 1912 года), крахмалопаточный завод, регулярно проводились ярмарки, действовали фельдшерско-акушерский пункт, земская школа. В 1909 году 198 человек выехали в Сибирь и Степной край
В 1926 году в селе имелись кооперативная лавка, начальная школа, народный дом, изба-читальня, пункт ликбеза, сельсовет. В 1930 году открыта ремонтная мастерская. В годы коллективизации здесь был организован первый колхоз, впоследствии разделённый на два — «Квелие» («Родничок») и имени Розы Люксембург. В 1928—1932 годах село являлось центром Ягодно-Полянского района Саратовского округа Нижне-Волжского края.
В 1932—1935 годах село как центр Ягодно-Полянского кантона входило в состав АССР немцев Поволжья. В феврале 1935 года территория кантона была передана Саратовской области и до 1941 года село последовательно входило в состав районов — Вязовского, Базарно-Карабулакского и Ново-Бурасского.
С 1935 года в составе Саратовского края (с 1936 года — в Саратовской области).
В 1941 году немецкое население было депортировано в Казахстан, за исключением женщин, вышедших замуж за русских. В дома оставленные немецким населением были заселены эвакуированные украинцы, белорусы, поляки и русские. Оставшиеся не заселенные дома разорили и село стало намного меньше.

## Физико-географическая характеристика
Село находится в лесостепи, в пределах Приволжской возвышенности, являющейся частью Восточно-Европейской равнины, в балке в бассейне реки Сокурка (приток Чардыма). Рельеф холмисто-равнинный, сильно пересечённый. К северу расположено урочище Лесничество, к югу урочище Побочная Дача. В окрестностях села распространены чернозёмы. Высота центра населённого пункта — 187 метров над уровнем моря.
По автомобильным дорогам расстояние до областного центра города Саратова составляет 67 км, до районного центра посёлка Татищево — 48 км.

### Климат
Климат умеренный континентальный (согласно классификации климатов Кёппена — Dfb). Многолетняя норма осадков — 470 мм. Наибольшее количество осадков выпадает в июле — 52 мм, наименьшее в марте — 24 мм. Среднегодовая температура положительная и составляет + 5,2°C, средняя температура самого холодного месяца января −11,4°C, самого жаркого месяца июля +20,8°С.

## Население
| 1767 | 1773 | 1788 | 1798 | 1816 | 1834 | 1850 | 1854 | 1859 | 1883 | 1897 | 1905 | 1911 | 1926 | 1959 |
| ---- | ---- | ---- | ---- | ---- | ---- | ---- | ---- | ---- | ---- | ---- | ---- | ---- | ---- | ---- |
| 269  | 402  | 592  | 1537 | 1596 | 2922 | 4505 | 4524 | 5520 | 6030 | 6459 | 9351 | 9095 | 6597 | 1355 |

| 2002 | 2010 |
| ---- | ---- |
| 1011 | ↘954 |

## Фотогалерея
- Виды села
- Сельский дом культуры
- Детский сад
- Школа
- Памятник воинам ВОВ
- Храм Василия Великого

- Места села
- Стела «Я люблю»
- Вид на село
- ООО «Ягоднополянское»
- Молитвенный дом
- Нежилое здание